# Minaičiai
Minaičiai är en ort i Litauen. Den ligger i den centrala delen av landet, 150 km nordväst om huvudstaden Vilnius. Minaičiai ligger 108 meter över havet och antalet invånare är 205.
Terrängen runt Minaičiai är mycket platt. Runt Minaičiai är det ganska glesbefolkat, med 32 invånare per kvadratkilometer. Närmaste större samhälle är Šeduva, 18,2 km nordost om Minaičiai. Omgivningarna runt Minaičiai är en mosaik av jordbruksmark och naturlig växtlighet.